# L'Amour en fuite (chanson)
Pour les articles homonymes, voir L'Amour en fuite.
Singles de Alain Souchon
Dix-huit ans que j't'ai à l'œil
(1978) Frenchy bébé blues
(1979)
Nouveau
L'Amour en fuite est une chanson d'Alain Souchon (musique de Laurent Voulzy). Elle a été écrite pour la BO du film L'Amour en fuite de François Truffaut, sorti en 1979. Elle figure sur l'album de 1978 du chanteur, Toto 30 ans, rien que du malheur..., et en face A du single de la bande originale du film (en face B, deux instrumentaux dus à Georges Delerue) paru chez RCA en 1979.

## Reprise
- Le groupe pop Watoo Watoo a repris cette chanson sur un CD de 6 titres sorti en 2011, Le Tourbillon ep.
- Maxime Le Forestier a repris cette chanson en 2018 sur l'album hommage à Alain Souchon, Souchon dans l'air, vol. 2.
- La chanteuse Céline Tolosa a repris cette chanson sur un CD 6 titres sorti en 2018, Vendredi soir
- Vincent Delerm l'a aussi reprise.